# Usta Qənbər Qarabağı
Usta Qənbər Qarabağı (Şuşa, anni 1830 – Şuşa, 1905) è stato un pittore azero. Artista ornamentale, fu autore di impressionanti dipinti decorativi con tempera all'uovo (piante e motivi zoomorfi) all'interno del Palazzo dei Khan di Şəki, nelle case di Rustamov e Mehmandarov a Şuşa e altri.

## Creatività
Le tradizioni nazionali della pittura murale, che è l'eredità più preziosa dell'arte azera, presero il posto principale nella creatività di Usta Qəmbər Qarabağı. Decorazioni ricercate e ricchezza di risoluzioni compositive e cromatiche si possono vedere nella sua delicata pittura grafica di un complesso ornamento vegetale. Il pittore disegnò immagini di animali ed esseri fantastici su ornamenti ramificati di fiori e piante. Anche il dipinto non ha distrutto la planarità del muro, ma al contrario ha sottolineato i suoi dettagli costruttivi architettonici.
Le opere successive di Qarabağı, che salvano una maestria di antichi dipinti decorativi, si distinguono per la crescita di elementi realistici nell'interpretazione di motivi grafici distinti. Un'immagine da lui disegnata nella casa di Mehmandarov nella città di Şuşa, dove le immagini di cervi e melograni si distinguono per la loro libera interpretazione e la sapidità delle forme, è l'immagine più famosa dell'artista. Il pittore creò sulla base sia di schemi canonizzati sviluppati precedentemente sia di osservazioni immediate.

## Gallerie d'opere

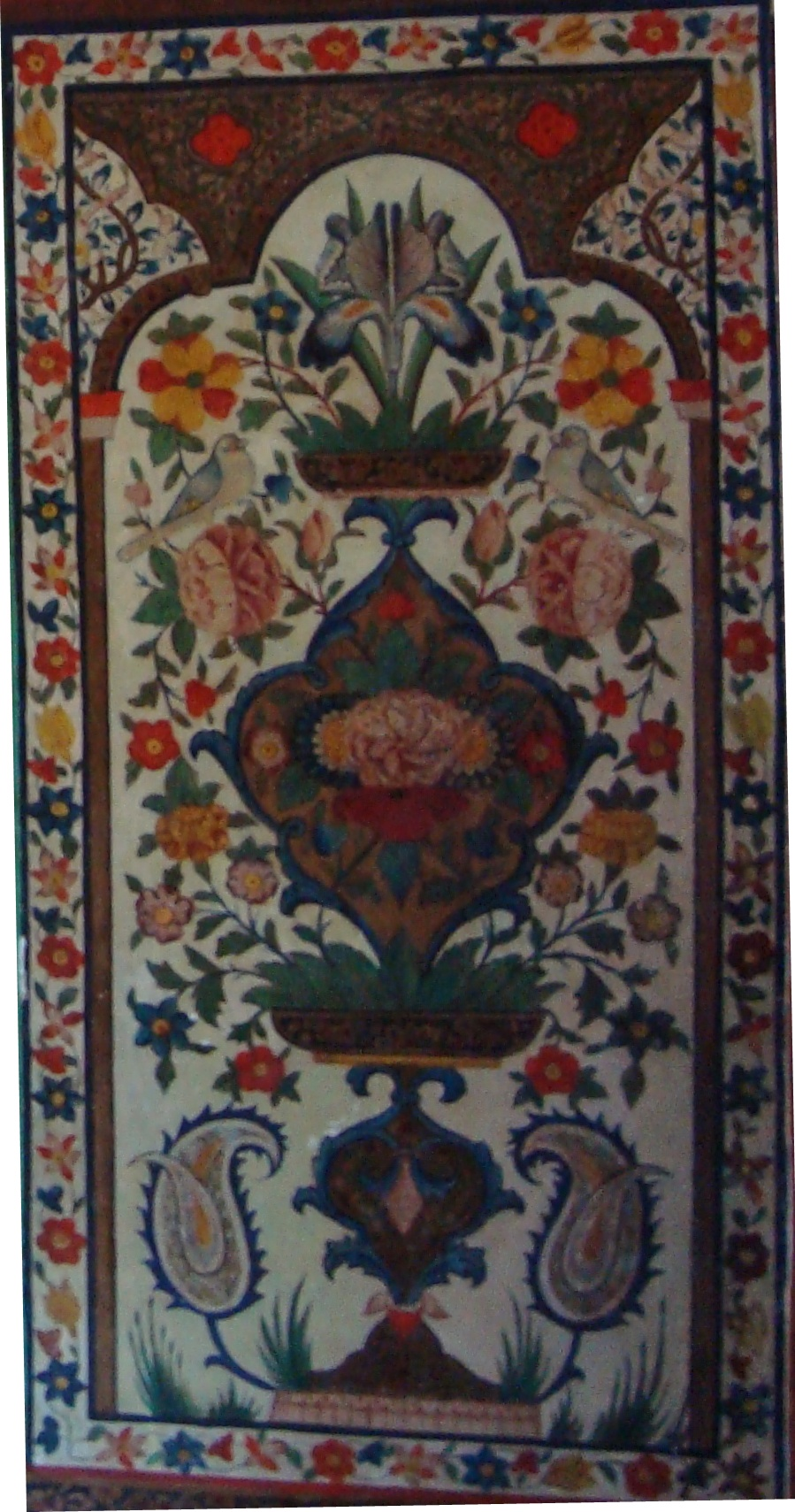
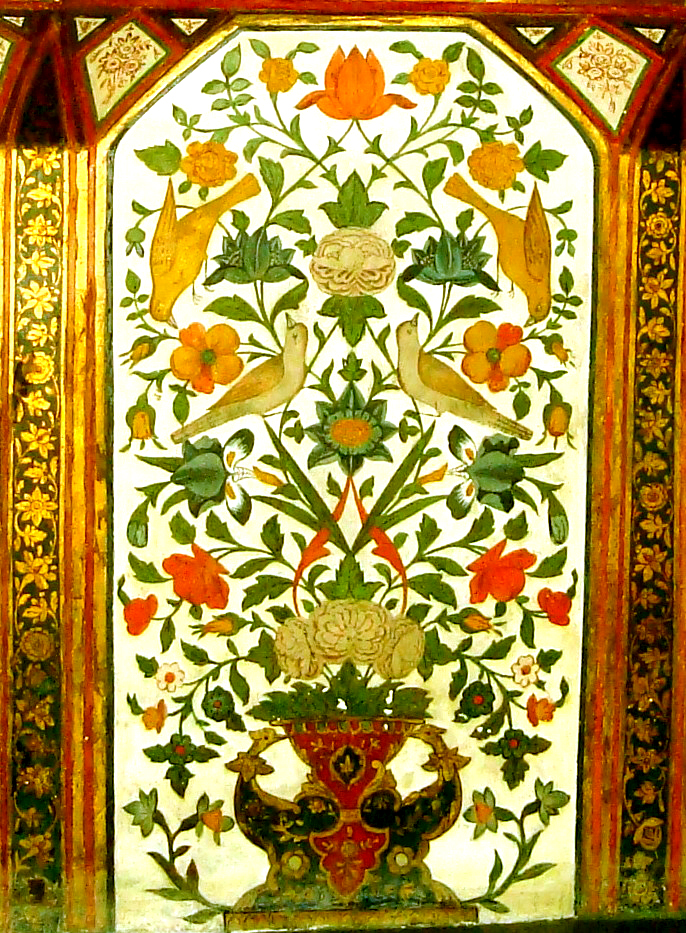
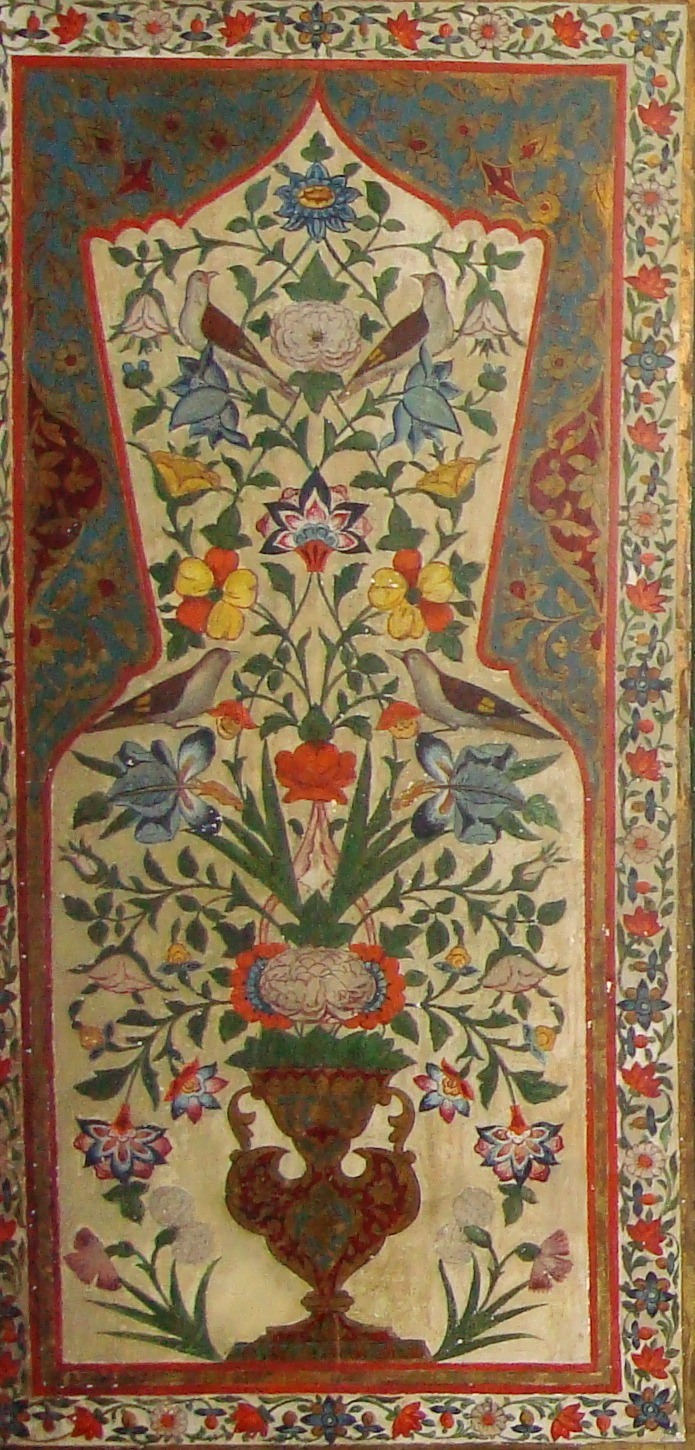